# День физкультуры
День физкультуры (яп. 体育の日 Тайику-но хи) — государственный праздник Японии, начиная с 2000 года отмечается во второй понедельник октября. В некоторых русскоязычных источниках встречается перевод «День здоровья и спорта».
В этот день в городах устраиваются массовые утренние разминки и зарядки. В течение дня проходят соревнования как по традиционной лёгкой атлетике, так и по многочисленным менее серьёзным видам спорта («трёхногому бегу» и так далее). Особенно активно День физкультуры празднуется в японских школах.
День физкультуры отмечается с 1966 года. Изначально отмечался 10 октября, в годовщину открытия летних Олимпийских игр 1964 года в Токио (игры проводились осенью, поскольку летом в Японии дождливый сезон). Начиная с 2000 года, по системе счастливых понедельников праздник перемещен на второй понедельник октября.